# Daniel Dubois
Daniel Dubois ( /dʊˈbwɑː/) es un boxeador profesional británico que ostentaba el título de peso pesado de la IBF(regular) desde junio de 2022 hasta julio del 2025. Anteriormente ha tenido múltiples campeonatos regionales de peso pesado, incluidos el título británico y el de la Commonwealth de 2019 a 2020. Como aficionado, fue cinco veces campeón nacional juvenil y campeón británico. Es conocido por su poder de pegada y actualmente tiene un porcentaje de nocaut del 90%.

## Carrera como aficionado
Su padre lo llevó al gimnasio de boxeo a la edad de nueve años para no meterse en problemas en el sur de Londres. Entrena en el Peacock Gym en Canning Town, trabajando con Tony y Martin Bowers. Dubois tuvo alrededor de 75 peleas amateur. Ganó dos títulos de colegial inglés, dos junior ABA más los CYP. Ganó los seniors británicos. Pasó un año y medio como parte de la configuración de GB Elite en Sheffield y boxeó para Inglaterra alrededor de una docena de veces, compitiendo en los campeonatos juveniles europeos dos veces y ganando medallas de oro en multi-naciones en Tammer (Finlandia) y Brandeburgo (Alemania). Dejó a los aficionados temprano con solo un puñado de peleas de aficionados senior. Estaba en el equipo olímpico de Gran Bretaña con el plan de competir en los Juegos Olímpicos de Tokio 2020, sin embargo, optó por convertirse en profesional, firmando con el promotor de boxeo Frank Warren de Queensberry Promotions.

## Carrera profesional

### Inicios
La primera pelea de Dubois como profesional fue una victoria por nocaut en los primeros 35 segundos del primer asalto contra Marcus Kelly en abril de 2017. En su cuarta pelea, noqueó a Mauricio Barragán, un sustituto tardío, en el segundo asalto para ganar el título vacante de peso pesado juvenil del Consejo Mundial de Boxeo. En octubre de 2017, noqueó a AJ Carter en el primer asalto para reclamar el título de peso pesado del Área Sur. Ganó el título inglés de peso pesado en su octava pelea en junio de 2018, venciendo a Tom Little por nocaut en el quinto asalto. Ganó el título europeo de la Organización Mundial de Boxeo en marzo de 2019, venciendo al ex retador al título de peso pesado de la OMB, Răzvan Cojanu, en dos asaltos. Dubois llegó a las puntuaciones de los jueces por primera vez contra el veterano Kevin Johnson en octubre de 2018, ganando por puntos después de diez asaltos, y venció a Richard Lartey en el cuarto en abril de 2019.
En julio de 2019, venció a Nathan Gorman por nocaut en el quinto asalto para mejorar su récord a 12 victorias, 11 por detención y ganar el título vacante británico de peso pesado. El periodista de boxeo Steve Bunce dijo que "...luchó como un matón viejo y experimentado, sus pies impecables, su jab como un arma rígida heredada de las reliquias del ring". El corresponsal de boxeo  de la BBC, Mike Costello, lo describió como "... uno de los prospectos más brillantes en el deporte en este momento".
En su próxima pelea, Dubois enfrentó a Ebenezer Tetteh. Dubois derrotó a Tetteh en el primer asalto y lo derribó dos veces en el proceso.
Después de eso, Dubois se enfrentó al peso pesado japonés Kyotaro Fujimoto. Fujimoto fue superado desde el principio, luchando por sobrevivir desde la primera campanada. En el segundo asalto, Dubois conectó un derechazo que noqueó a Fujimoto.
El 29 de agosto de 2020, Dubois obtuvo otra victoria dominante, esta vez contra Ricardo Snijders. Dubois logró derribar a su oponente tres veces en el primer asalto. El primero terminaría siendo la última en la que Snijders aguantaría, ya que el árbitro detuvo la pelea después de que Dubois derribara a su oponente por cuarta vez.
El 28 de noviembre de 2020, Dubois hizo la primera defensa del británico y de la Commonwealth, junto con sus títulos WBC Silver y WBO International, en un enfrentamiento doméstico muy esperado contra Joe Joyce en el Church House en Londres, con el título europeo vacante también en la línea. En una pelea muy reñida que tuvo implicaciones para futuras esperanzas de título mundial, Dubois estaba lanzando golpes más duros y limpios, mientras que Joyce se mantuvo a distancia detrás de poderosos jabs. Los repetidos golpes certeros de Joyce causaron una inflamación en el ojo izquierdo de Dubois desde el segundo round. En el décimo, después de que otro fuerte golpe aterrizara en su ojo ahora hinchado y cerrado, Dubois se arrodilló, lo que permitió que el árbitro detuviera el combate para así sufrir la primera derrota de su carrera. Después de la pelea, se reveló que Dubois había sufrido una fractura en el hueso orbital izquierdo y daño en los nervios alrededor del ojo.
Después de un descanso de más de seis meses, Dubois regresó al ring el 5 de junio de 2021 para enfrentarse a Bogdan Dinu en Telford. Dubois ganó la pelea por nocaut en el segundo asalto, ganando el título vacante interino de peso pesado de la AMB en el proceso. La victoria también lo convirtió en el retador obligatorio por el título AMB (Regular) que ostentaba en aquel entonces el invicto Trevor Bryan.
Dubois hizo su debut en los Estados Unidos en la cartelera de Jake Paul vs. Tyron Woodley el 29 de agosto de 2021. Se enfrentó a Joe Cusumano y se impuso por nocaut técnico en el primer asalto. En su entrevista posterior a la pelea, expresó interés en desafiar a Trevor Bryan por su título AMB (Regular).

### Campeón de peso pesado de la AMB (regular)
El 11 de junio de 2022, Dubois derrotó a Trevor Bryan por nocaut en el cuarto asalto para convertirse en el campeón de peso pesado de la AMB (Regular) frente a aproximadamente 500 espectadores en el Casino Miami de Florida en una cartelera promovida por Don King.

### Campeón Mundial Peso-pesado de la IBF
El 26 de junio de 2024, Dubois fue elevado de campeón mundial interino a campeón mundial absoluto de la IBF después que Oleksandr Usyk dejara vacante el título. Se anunció que haría su primera defensa del título contra el ex dos veces campeón mundial unificado Anthony Joshua el 21 de septiembre de 2024 en el Estadio de Wembley de Londres, Reino Unido. Venció a Joshua en el quinto asalto por nocaut.

## Vida personal
El padre de Dubois es de Granada. Su hermana menor, Caroline Dubois, también es boxeadora. Ha representado a Gran Bretaña y en 2018 se convirtió en la campeona europea, mundial y olímpica juvenil en la categoría de -60 kg.

## Registro Profesional de Boxeo
| 22 ganadas (21 KOs), 3 derrotas, 0 empates |          |                   |      |               |                          |                                                             | |
| Res.                                       | Registro | Oponente          | Tipo | Rd., Tiempo   | Fecha                    | Localidad                                                   | Notas |
| D                                          | 22–3     | Oleksandr Usyk    | KO   | 5 (12), 1:52  | 19 de julio de 2025      | Estadio de Wembley, Londres, Inglaterra, Reino Unido        | Pierde el Título Mundial de la IBF en el peso pesado. Por los títulos WBA (Super), IBO, WBO, The Ring y WBC del peso pesado.                             |
| G                                          | 22–2     | Anthony Joshua    | KO   | 5 (12), 0:59  | 21 de septiembre de 2024 | Estadio de Wembley, Londres, Inglaterra, Reino Unido        | Retiene el Título Mundial de la IBF en el peso pesado.                                                                                                   |
| G                                          | 21–2     | Filip Hrgović     | TKO  | 8 (12), 0:57  | 1 de junio de 2024       | Kingdom Arena, Riyadh, Arabia Saudita                       | Gana el título mundial interino de la IBF en el peso pesado. Elevado a campeón mundial absoluto después de que Oleksandr Usyk dejara vacante el título.  |
| G                                          | 20–2     | Jarrell Miller    | TKO  | 10 (10), 2:52 | 23 de diciembre de 2023  | Kingdom Arena, Riyadh, Arabia Saudita                       | |
| D                                          | 19–2     | Oleksandr Usyk    | KO   | 9 (12), 0:48  | 26 de agosto de 2023     | Estadio Municipal de Breslavia, Breslavia, Polonia          | Por los títulos de la WBA (Super), IBF, WBO, IBO y The Ring en la categoría pesado.                                                                      |
| G                                          | 19–1     | Kevin Lerena      | TKO  | 3 (12), 3:00  | 3 de diciembre de 2022   | Tottenham Hotspur Stadium, Londres                          | Retiene el título de la WBA (Regular). en la categoría pesado.                                                                                           |
| G                                          | 18–1     | Trevor Bryan      | KO   | 4 (12), 1:58  | 11 de junio del 2022     | Casino Miami Jai-Alai, Miami, Florida, Estados Unidos       | Gana el título de la WBA (Regular). en la categoría pesado.                                                                                              |
| G                                          | 17–1     | Joe Cusumano      | TKO  | 1 (10), 2:10  | 29 de agosto de 2021     | Rocket Mortgage FieldHouse, Cleveland, Ohio, Estados Unidos | |
| G                                          | 16–1     | Bogdan Dinu       | KO   | 2 (12), 0:31  | 5 de junio de 2021       | Telford International Centre, Telford                       | Gana el título interino de la WBA en la categoría pesado.                                                                                                |
| D                                          | 15–1     | Joe Joyce         | KO   | 10 (12), 0:36 | 28 de noviembre de 2020  | Church House, Londres                                       | Pierde los títulos Británico, Commonwealth, WBC Silver y WBO International en la categoría pesado. Por el título Europeo vacante en la categoría pesado. |
| G                                          | 15–0     | Ricardo Snijders  | TKO  | 2 (12), 0:20  | 29 de agosto de 2020     | BT Sport Studios, Londres                                   | Retiene el título WBO International en la categoría pesado.                                                                                              |
| G                                          | 14–0     | Kyotaro Fujimoto  | KO   | 2 (12), 2:10  | 21 de diciembre de 2019  | Copper Box Arena, Londres                                   | Retiene el título WBO International en la categoría pesado. Gana el título vacante WBC Silver en la categoría pesado.                                    |
| G                                          | 13–0     | Ebenezer Tetteh   | TKO  | 1 (12), 2:10  | 27 de septiembre de 2019 | Royal Albert Hall, Londres                                  | Gana los títulos Commonwealth (vacante) y WBO International en la categoría pesado.                                                                      |
| G                                          | 12–0     | Nathan Gorman     | KO   | 5 (12), 2:41  | 13 de julio de 2019      | The O2 Arena, Londres                                       | Gana el título Británico vacante en la categoría pesado.                                                                                                 |
| G                                          | 11–0     | Richard Lartey    | KO   | 4 (10), 1:50  | 27 de abril de 2019      | The SSE Arena, Londres                                      | Gana el título vacante WBO Global en la categoría pesado.                                                                                                |
| G                                          | 10–0     | Răzvan Cojanu     | KO   | 2 (10), 2:48  | 8 de marzo de 2019       | Royal Albert Hall, Londres                                  | Gana el título europeo de la WBO vacante en la categoría pesado.                                                                                         |
| G                                          | 9–0      | Kevin Johnson     | PTS  | 10            | 6 de octubre de 2018     | Leicester Arena, Leicester                                  | |
| G                                          | 8–0      | Tom Little        | TKO  | 5 (10), 0:58  | 23 de junio de 2018      | The O2 Arena, Londres                                       | Gana el título inglés vacante en la categoría pesado. |
| G                                          | 7–0      | DL Jones          | TKO  | 3 (10), 2:23  | 24 de febrero de 2018    | York Hall, Londres                                          | Retiene el título de peso pesado del Área Sur en la categoría pesado.                                                                                    |
| G                                          | 6–0      | Dorian Darch      | TKO  | 2 (10), 0:51  | 9 de diciembre de 2017   | Copper Box Arena, Londres                                   | |
| G                                          | 5–0      | AJ Carter         | KO   | 1 (10), 0:48  | 16 de septiembre de 2017 | Copper Box Arena, Londres                                   | Gana el título vacante de peso pesado del Área Sur en la categoría pesado.                                                                               |
| G                                          | 4–0      | Mauricio Barragán | KO   | 2 (10), 3:00  | 8 de julio de 2017       | Copper Box Arena, Londres                                   | Gana el título vacante juvenil de la WBC en la categoría pesado.                                                                                         |
| G                                          | 3–0      | David Howe        | KO   | 1 (4), 0:40   | 20 de mayo de 2017       | Copper Box Arena, Londres                                   | |
| G                                          | 2–0      | Blaise Yepmou     | TKO  | 2 (4), 0:48   | 22 de abril de 2017      | Copper Box Arena, Londres                                   | |
| G                                          | 1–0      | Marcus Kelly      | TKO  | 1 (4), 0:35   | 8 de abril de 2017       | Manchester Arena, Mánchester                                | Debut profesional de Dubois. |